# Ane (película)
Ane es una película española de 2020 dirigida por David Pérez Sañudo y producida por Amania Films, con cinco nominaciones de la Academia de Cine (mejor película, mejor dirección novel, mejor actriz protagonista, mejor actriz revelación y mejor guion adaptado) en la 35.ª edición de los Premios Goya. Fue rodada en Vitoria y Bayona.

## Sinopsis
Euskadi, 2009. Lide trabaja como guardia de seguridad en las obras del tren de alta velocidad, un proyecto fuertemente perseguido por la banda terrorista ETA que atacó constantemente mediante atentados terroristas. Cuando vuelve a casa después de trabajar y pasar la noche de fiesta, prepara el desayuno para dos, pero su hija adolescente, Ane, no está. Al día siguiente, ésta sigue sin aparecer. Lide mantiene la calma, seguramente su desaparición está causada por la fuerte discusión que tuvieron el día anterior. Buscando entre las cosas de Ane, se irá dando cuenta de que su hija es una persona a la que no conoce.

## Producción
Ane es el primer largometraje producido por Amania Films, productora vasca fundada en 2013 y con una amplia experiencia en el cortometraje. El filme contó con un cortometraje homónimo previo, rodado en 2018 y protagonizado por Aia Kruse e Isabel Gaudí, que sirvió como primer acercamiento a la temática que Pérez Sañudo y Parés pretendían trabajar. El proyecto se vio impulsado gracias a su inclusión en la II edición de La Incubadora de The Screen; asimismo, consiguió tres Premios Mafiz (Málaga Festival Industry Zone) del Festival de Málaga, dotados con ayudas a la postproducción de imagen, banda sonora y distribución internacional.

## Premios y nominaciones
XXXV edición de los Premios Goya
| Categoría                 | Nominados                       | Resultado |
| ------------------------- | ------------------------------- | --------- |
| Mejor película            | Mejor película                  | Nominado  |
| Mejor dirección novel     | David Pérez Sañudo              | Nominado  |
| Mejor actriz protagonista | Patricia López Arnaiz           | Ganadora  |
| Mejor actriz revelación   | Jone Laspiur                    | Ganadora  |
| Mejor guion adaptado      | David Pérez Sañudo Marina Parés | Ganadora  |

65.ª edición de los Premios Sant Jordi
| Categoría                         | Nominados             | Resultado |
| --------------------------------- | --------------------- | --------- |
| Mejor actriz en película española | Patricia López Arnaiz | Ganadora  |

VIII edición de los Premios Feroz
| Categoría                 | Nominados                       | Resultado |
| ------------------------- | ------------------------------- | --------- |
| Mejor película dramática  | Mejor película dramática        | Nominado  |
| Mejor guion               | David Pérez Sañudo Marina Parés | Nominado  |
| Mejor actriz protagonista | Patricia López Arnaiz           | Ganadora  |

26.ª edición de los Premios Forqué
| Categoría                     | Nominados             | Resultado |
| ----------------------------- | --------------------- | --------- |
| Mejor interpretación femenina | Patricia López Arnaiz | Ganadora  |

68.ª edición de los Festival Internacional de Cine de San Sebastián
| Categoría                   | Nominados          | Resultado |
| --------------------------- | ------------------ | --------- |
| Premio Irizar al Cine Vasco | David Pérez Sañudo | Ganador   |